# سفنغوميلين

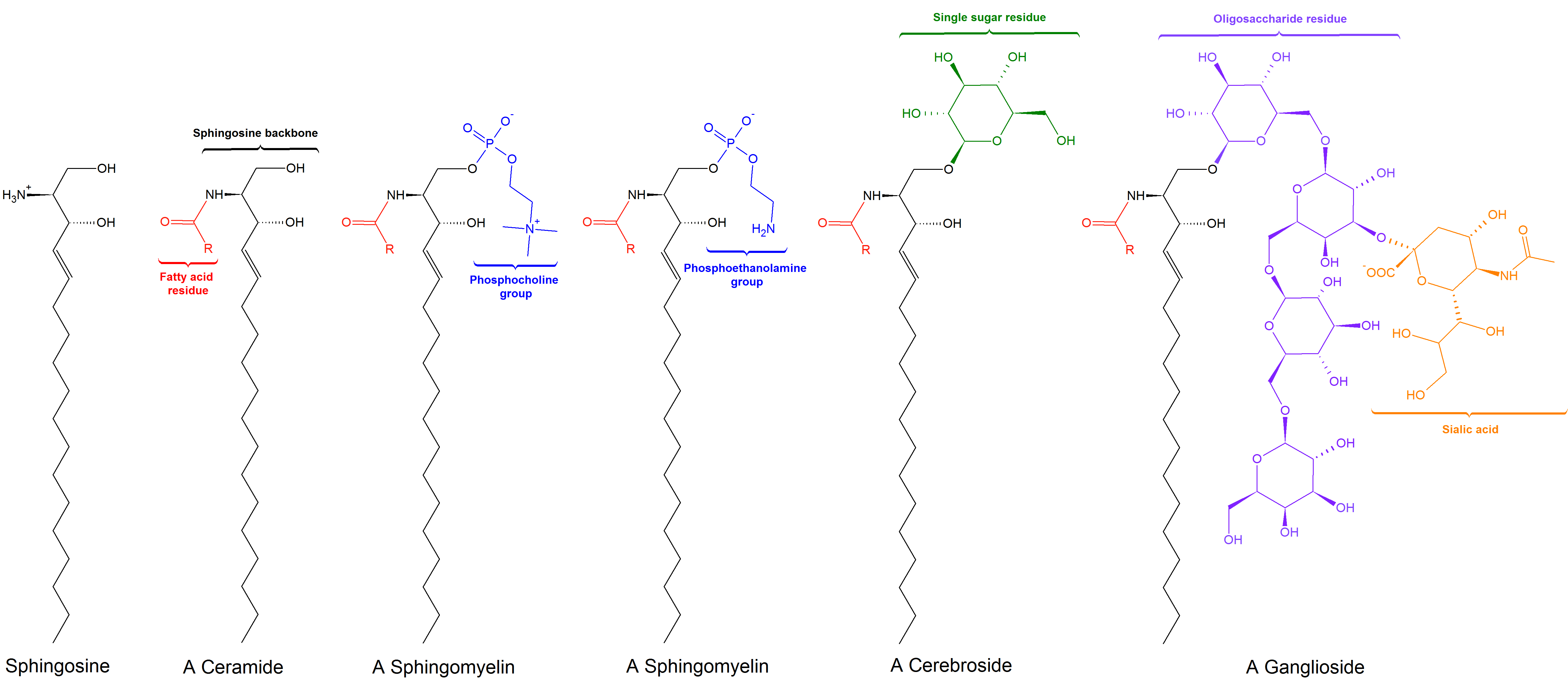

السفينغوميلين هو نوع من الشحميات السفينغولية الموجودة في أغشية الخلايا الحيوانية، وخاصة في غشاء المايلين الذي يحيط ببعض محاور عصب الخلايا. وهو يتألف عادة من الفسفوكولين والسيراميد، أو مجموعة رأس فوسفوتانيولامين ؛ لذلك، يمكن أيضًا تصنيف السفينغوميلين على هيئة دسم فسفورية سفنغولبة. في البشر، يمثل SPH (السفينغوميلين) حوالي 85 ٪ من جميع الشحميات السفينغولية، وعادة ما يشكل 10-20 ٪ مول من الدهون غشاء البلازما.تم عزل السفينغوميلين لأول مرة بواسطة الكيميائي الألماني يوهان لودفيغ توديكوم في ثمانيات القرن التاسع عشر. تم الإبلاغ لأول مرة عن بنية السفينغوميلين في عام 1927 باسم (1-N-acyl-sphingosine-phosphorylcholine). يتراوح محتوى السفينغوميلين في الثدييات من 2 إلى 15٪ في معظم الأنسجة، مع وجود تركيزات أعلى في الأنسجة العصبية وخلايا الدم الحمراء والعدسات العينية. لدى السفينغوميلين أدوار هيكلية ووظيفية مهمة في الخلية. وهو مكون غشاء بلازما ويشارك في العديد من مسارات الإشارة. ينتج عن عملية التمثيل الغذائي للسيفينغوميلين العديد من المنتجات التي تلعب أدوارًا مهمة في الخلية.

## الخصائص البدنية

### تكوين
يتكون السفينغوميلين من مجموعة الرأس الفوسفوكولين، و السفينغوسين، و الأحماض الدهنية. انها واحدة من عدد قليل من الدهون الفوسفاتية الغير مصنوعة من الجلسرين. يمكن تصنيف السفينغوزين والأحماض الدهنية مجتمعة على أنها سيراميد. تسمح هذه التركيبة لسفنجوميلين بلعب أدوار مهمة في مسارات الإشارات: ينتج عن تحلل وتركيب السفينغوميلين إنتاج رسول ثاني مهم لنقل الإشارة.
يحتوي السفينغوميلين الذي يتم الحصول عليه من مصادر طبيعية، مثل البيض أو دماغ الأبقار، على أحماض دهنية من مختلف أطوال السلسلة. السفينغوميلين مع طول سلسلة معين، مثل palmitoylsphingomyelin مع سلسلة (16 acyl) مشبعة، متاح تجاريا.

### الخصائص
من الناحية المثالية، يتم تشكيل جزيئات السفينغوميلين مثل اسطوانة، ولكن العديد من جزيئات السفينغوميلين لها عدم تطابق كبير في السلسلة (أطوال السلسلتين المشبعتين الكاهتين للماء
يختلفان بشكل كبير). تميل سلاسل السفينغوميلين الكارهة للماء إلى أن تكون مشبعة أكثر بكثير من الدهون الفوسفورية الأخرى. درجة حرارة المرحلة الانتقالية الرئيسية من السفينغوميلينات هي أيضا أعلى مقارنة مع درجة حرارة تحول المرحلة من الدهون الفوسفاتية المماثلة، بالقرب من 38 درجة مئوية. يمكن أن يؤدي هذا إلى إدخال عدم التجانس الجانبي في الغشاء، وتوليد مجالات في طبقة ثنائية الغشاء.
السفينغوميلين يخضع لتفاعلات كبيرة مع الكوليسترول. يحتوي الكوليسترول على القدرة على التخلص من مرحلة انتقال السائل إلى الحالة الصلبة في الدهون الفوسفاتية. نظرا لكون درجة حرارة التحول من السفينغوميلين يجري ضمن مدى درجات الحرارة الفسيولوجية، يمكن للكولسترول أن يلعب دورا هاما في مرحلة السفينغوميلين. السفينغوميلين هي أيضا أكثر عرضة للترابط بين الجزيئات الهيدروجينية من غيرها من الدهون الفوسفاتية.

### الموقع
يتم تصنيع السفينغوميلين في الشبكة الإندوبلازمية (ER)، حيث يمكن العثور عليها بكميات قليلة، وعند trans جولجي. هو غني في غشاء البلازما مع تركيز أكبر على النشرة الخارجية من الداخلية. يمثل مجمع Golgi وسيطة بين ER وغشاء البلازما، مع تركيزات أعلى قليلا تجاه الجانب العابر.

## التفاعلات[1]

### التصنيع
يتضمن تركيب السبينغوميلين الانتقال الأنزيمي للفوسفوكولين من فوسفاتيديل كولين إلى سيراميد. الخطوة الأولى الملتزمة من تخليق السفينغوميلين ينطوي على تكثيف L-serine و palmitoyl-CoA. يتم تحفيز هذا التفاعل بواسطة بالميتولترانسفيراز السارين. يخضع ناتج هذا التفاعل للاختزال، وينتج عنه داي هدروسفينغوزين. يخضع داي هيدروسفينغوزين ل N - acylation متبوعًا بعملية التشبع اللوني للحصول على سيراميد. كل واحد من هذه التفاعلات يحدث على سطح عصاري خلوي من الشبكة الإندوبلازمية. يتم نقل سيراميد إلى جهاز جولجي حيث يمكن تحويله إلى سفينغوميلين. Sphingomyelin synthase هو المسؤول عن إنتاج السفينغوميلين من سيراميد. يتم إنتاج Diacylglycerol كمنتج ثانوي عند نقل الفوسفوكولين.
الانحلال: انهيار سبنغوميلين هو المسؤول عن بدء العديد من مسارات التأشير العالمية. يتم تحللها بواسطة السفينغوميليناز (sphingomyelin specific phospholipases النوعية C). يتم إطلاق مجموعة رأس الفوسفوكولين في البيئة المائية بينما ينتشر سيراميد خلال الغشاء.

### الوظيفة[2]

#### 1.الأغشية
غشاء المايلين الذي يحيط بالعوازل الكهربائية والكثير من محاور عصب الخلايا هو غني بشكل خاص في السفينغوميلين، مما يشير إلى دوره كعازل للألياف العصبية. غشاء البلازما لخلايا أخرى هو أيضا وفير في السفينغوميلين، على الرغم من أنه يمكن العثور عليه إلى حد كبير في النشرة الاكزوبلزمية لغشاء الخلية. هناك، مع ذلك، بعض الأدلة على أنه قد يكون هناك أيضا تجمع السفينغوميلين في النشرة الداخلية للغشاء. علاوة على ذلك، تم العثور على إنزيم sphingomyelinase-2 وهو إنزيم يكسر السفينغوميلين في سيراميد - ليتم توطينه بشكل حصري للنشرة الداخلية، مما يشير إلى أنه قد يكون هناك سفينغوميالين موجود هناك.

#### 2.نقل الإشارة
ظلت وظيفة السفينغوميلين غير واضحة حتى وجد أنها لها دور في نقل الإشارة. لقد تم اكتشاف أن السفينغوميلين يلعب دورًا مهمًا في مسارات إشارات الخلايا. إن تخليق السفينغوميلين في غشاء البلازما بواسطة sphingomyelin synthase 2 ينتج عنه diacylglycerol، وهو رسول ثانوي قابل للذوبان في الدهون ويمكن أن يمر على طول سلسلة إشارة. بالإضافة إلى ذلك، يمكن أن يؤدي تدهور السبينغوميلين إلى إنتاج السيراميد الذي يشارك في مسار الإشارات الاستماتية.

#### 3.موت الخلايا المبرمج
تم العثور على السفينغوميلين أن يكون لها دور في موت الخلايا المبرمج الخلوي عن طريق تكسيره إلى سيراميد. وقد وجدت الدراسات في أواخر التسعينات أن سيراميد تم إنتاجه في مجموعة متنوعة من الحالات التي تؤدي إلى موت الخلايا المبرمج. ومن ثم تم الافتراض بأن تحلل السفينغوميلين و إرسال السيراميد للاشارات كانت ضرورية في قرار ما إذا كانت الخلية تموت. في أوائل عام 2000 ظهرت دراسات جديدة حددت دورًا جديدًا لتحلل السفينغوميلين في موت الخلايا المبرمج، وتحديد ليس فقط متى تموت الخلية ولكن كيف. بعد إجراء المزيد من التجارب، تبين أنه إذا حدث تحلل في السفينغوميلين في نقطة مبكرة بشكل كافٍ في المسار، فإن إنتاج السيراميد قد يؤثر على معدل وشكل موت الخلية أو يعمل على تحرير الكتل في الأحداث النهائية.

#### 4.أطواف الدهون
ترتبط سفينغوميلين، بالإضافة إلى غيرها من الشحميات السفينغولية، بالنطاقات الدقيقة للدهون في غشاء البلازما المعروف باسم طوافات الدهون. تتميز طوافات الدهون بالجزيئات الدهنية الموجودة في الطور المرتبط بالدهون، مما يوفر المزيد من البنية والصلابة مقارنة ببقية غشاء البلازما. في الطوافات، تمتلك سلاسل الأسيل حركة منخفضة، لكن الجزيئات لديها حركة جانبية عالية. ويعزى هذا الأمر جزئياً إلى ارتفاع درجة حرارة التحول في الشحميات السفينغولية وكذلك تفاعلات هذه الدهون مع الكوليسترول. الكوليسترول هو جزيء صغير غير قطبي نسبيا يمكن أن يملأ الفراغ بين الشحميات السفينغولية التي هي نتيجة لسلسلة الأسيل الكبيرة. ويعتقد أن الطوافات الدهنية تشارك في العديد من العمليات الخلوية، مثل فرز الأغشية والاتجار بها، ونقل الإشارة، واستقطاب الخلايا. قد يؤدي إفراز السفينغوميلين المفرط في طوافات الدهون إلى مقاومة الأنسولين. بسبب الأنواع المحددة من الدهون في هذه النطاقات الدقيقة، يمكن أن تتجمع أطواف الدهن في أنواع معينة من البروتينات المرتبطة بها، وبالتالي زيادة الوظائف الخاصة التي تمتلكها. وقد تكهنت الطوافات الدهنية أن تشارك في سلسلة من موت الخلايا المبرمج الخلوي.

## التشوهات والأمراض المرتبطة بها:[3]
يمكن أن يتراكم السفينغوميلين في مرض وراثي نادر يسمى مرض نيمان-بيك، النوعان ألف وباء. وهو مرض وراثي ناتج عن نقص في إنزيم السفينغوميليناز الحمضي الليزوزومي، والذي يسبب تراكم السفينغوميلين في الطحال والكبد والرئتين، النخاع العظمي، والدماغ، مما تسبب في ضرر عصبي لا رجعة فيه. من النوعين اللذان يتضمنان sphingomyelinase، يحدث النوع A عند الرضع. يتميز باليرقان، وتضخم الكبد، وتلف الدماغ العميق. نادرا ما يعيش الأطفال من هذا النوع بعد 18 شهرا. النوع ب ينطوي على تضخم الكبد والطحال، والذي يحدث عادة في سنوات ما قبل المراهقة. الدماغ لا يتأثر. معظم المرضى الحاضرين مع <1 ٪ مستويات طبيعية من الانزيم بالمقارنة مع المستويات الطبيعية.
نتيجة لمرض التصلب المتعدد لمرض المناعة الذاتية (MS)، يتدهور غشاء المايلين للخلايا العصبية في الدماغ والحبل الشوكي، مما يؤدي إلى فقدان القدرة على نقل الإشارات. مرضى التصلب العصبي المتعدد عرض تنظيمية من بعض السيتوكينات في السائل الدماغي النخاعي، ولا سيما عامل نخر الورم ألفا. هذا ينشط sphingomyelinase، وهو إنزيم يحفز التحلل المائي من السفينغوميلين إلى سيراميد. وقد لوحظ نشاط sphingomyelinase بالتزامن مع موت الخلايا المبرمج الخلوي.
فائض من السفينغوميلين في غشاء الخلية الحمراء (كما هو الحال في abetalipoproteinemia) يسبب زيادة تراكم الدهون في النشرة الخارجية لغشاء بلازما في خلايا الدم الحمراء. هذه يؤدي إلى خلايا حمراء على شكل غير طبيعي تسمى acanthocytes.